# Kia Motors Slovakia
Koordinaten: 49° 12′ 51,16″ N, 18° 49′ 24,31″ O
Die Kia Motors Slovakia, s.r.o. ist ein Automobilhersteller und Motorenbauer mit Unternehmenssitz im slowakischen Teplička nad Váhom. Am 13. Februar 2004 wurde das Unternehmen gegründet und am 26. Februar unter dem Aktenzeichen 15074/L ins Handelsregister der Stadt Žilina (deutsch Sillein) eingetragen. Rund 3900 Arbeitnehmer werden hier momentan auf drei Schichten verteilt beschäftigt.

## Werksleitung
Die Genehmigung zum Bau des Werkes wurde am 18. März 2004 während einer Zeremonie in Bratislava vom Ministerpräsidenten Mikuláš Dzurinda an den CEO der Hyundai Kia Automotive Group, Chung Mong-koo, übergeben. Das Werk ist eine einhundertprozentige Tochtergesellschaft der Kia Motors Corporation. Zum Präsidenten und CEO der Kia Motors Slovakia wurde In-Kyu Bae ernannt. Chang Kyun Han bekam den Posten als leitender Direktor. 2010 wurden die Posten neu vergeben. So hatte Myung-Chul Chung die Position als Präsident und CEO inne. In-Kyu Bae fiel die geringere Stellung eines von zwei Direktoren zu, wobei er den Vorgänger Chang Kyun Han verdrängte. Zu guter Letzt übernahm Eek-Hee Lee im Januar 2012 die Position als Präsident und CEO, nachdem Myung-Chul Chung bekannt gegeben hatte, nach Südkorea zurückzukehren zu wollen.

## Werksdaten
Das Werksgelände des Unternehmens umfasst eine Gesamtfläche von 166 Hektar, davon sind 56,8 Hektar bebaut. Die feierliche Grundsteinlegung erfolgte bereits im April 2004, obwohl die Bauarbeiten erst im Oktober 2004 aufgenommen und schließlich im Dezember 2005 abgeschlossen wurden. Für die Errichtung hatte Kia eine Investition in der Höhe von 1 Milliarde Euro veranschlagt. Rund 300.000 Fahrzeuge können hier jährlich zusammengebaut werden. Von 2010 bis in das Jahr 2011 hinein hat es eine Werkserweiterung der Motorenabteilung gegeben, um die Kapazität wegen des immer weiter steigenden Bedarfs zu erhöhen. Rund 100 Millionen Euro hatte die Errichtung der neuen Gebäude gekostet. Damit zählen nun 44 Hektar zur bebauten Fläche. Die Jahreskapazität der Motorenherstellung wurde auf 450.000 Einheiten gesteigert. Das Werksgelände erstreckt sich überdies über die Gemarkungen der Ortschaften Nededza, Mojš und Gbeľany und ist entlang der Straße 2. Ordnung 583 zu finden.
Derzeit exportiert Kia Motors Slovakia in 44 Länder. Ungefähr 2 Prozent der in der Slowakei produzierten Fahrzeuge verbleiben im eigenen Land.

## Unternehmensgeschichte
Die Vorproduktion des Project ED begann am 9. Juni 2006. Es sollte das erste europäische Pkw-Modell der südkoreanischen Marke Kia werden. Bis zur Serienproduktion, die am 6. Dezember begann, sind mehrere verschiedene Designstudien vorgestellt worden. Der Modellname stellte bezüglich seiner Aufgabe das Einsteigermodell des europäischen Marktes sein zu sollen, eine Herausforderung dar. So sollte zunächst eine Ableitung und Zusammenführung zwischen den Begriffen Seed (Saat/Samen) und European Design (europäisches Design) gefunden werden. Doch konnten keine sinnvollen Namensgebungen gefunden werden. So kam man dann im nächsten Schritt auf einen einfacheren Konsens und wählte für das englische see it (sehe es/sehen), welches man in einen ungewöhnlichen Dialektausdruck, nämlich in das jetzige cee'd verwandelte. Durch diese Vereinfachung folgerte man letztlich den Begriff Creation of European Engineering Design heraus, der zwar nicht mit der erhofften Zusammenführung im Einklang steht, aber letztlich bei Kia als endgültiger Begriff beibehalten wurde. So war der Name Kia cee'd gefunden. Darüber hinaus führte man für die weiteren Modellvarianten weitere Bezeichnungen und Kurzformen ein. So wird der als Sporty Wagon benannte Kombi kurz Kia cee’d sw genannt. Das Coupé trägt den Namen Sporty Proletariat, ist aber in seiner Kurzform Kia pro cee'd besser bekannt. Der Exhibition stellte das Cabrio, blieb aber letztlich wie es der Name schon vermuten lässt, eine Konzeptstudie. In der Kurzform trug dieser die Bezeichnung Kia excee'd.
Mit dem Kia Sportage folgte im Juni 2007 das nächste Produkt des slowakischen Kia-Werkes. Er fällt insbesondere durch die dunkleren Scheinwerfer auf. Nicht einmal ein Jahr darauf unterzog man ihn bereits einer Modellpflege. Währenddessen befasste man sich auf eine Überarbeitung der cee'd-Modellreihe, die dann im Juli bei den Fünftürern ihre Umsetzung erfuhr. Danach rüstete man die Montagelinie für den Hyundai ix35 um. Die Produktion des neuen Sport Utility Vehicles begann im September. Doch konnte die volle Produktion dessen erst im Januar aufgenommen werden, da die lagernden Bausätze des Sorento erst im Dezember aufgebraucht worden waren.
Anschließend lag die Konzentration auf dem Ausbau des Motorenwerkes und der bevorstehenden Markteinführung der neuen Generation des Kia Sportage. Erst im Frühjahr 2011 erhielt dann zu guter Letzt auch der pro_cee'd das neue Design, welches bei seinen Verwandten schon zwei Jahre zuvor umgesetzt worden war. Unter anderem übernahm das Werk die Produktion des Kia Venga.
Im Frühjahr 2012 wurde die Markteinführung der zweiten cee'd-Generation eingeführt, im Jahr 2015 die aktuelle Generation des KIA Sportage.

## Modellübersicht

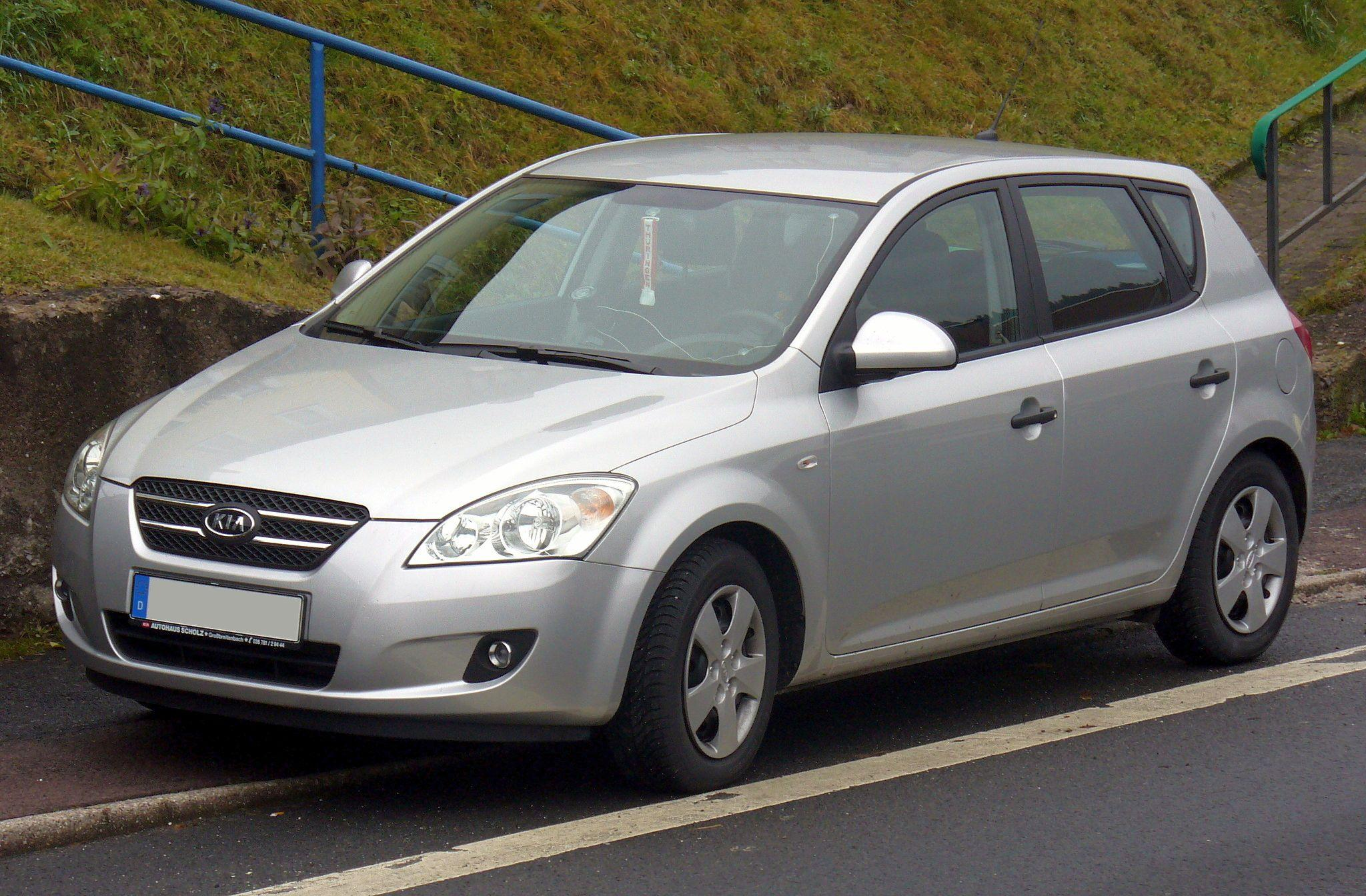
Kia cee'd I 2006 bis 2012
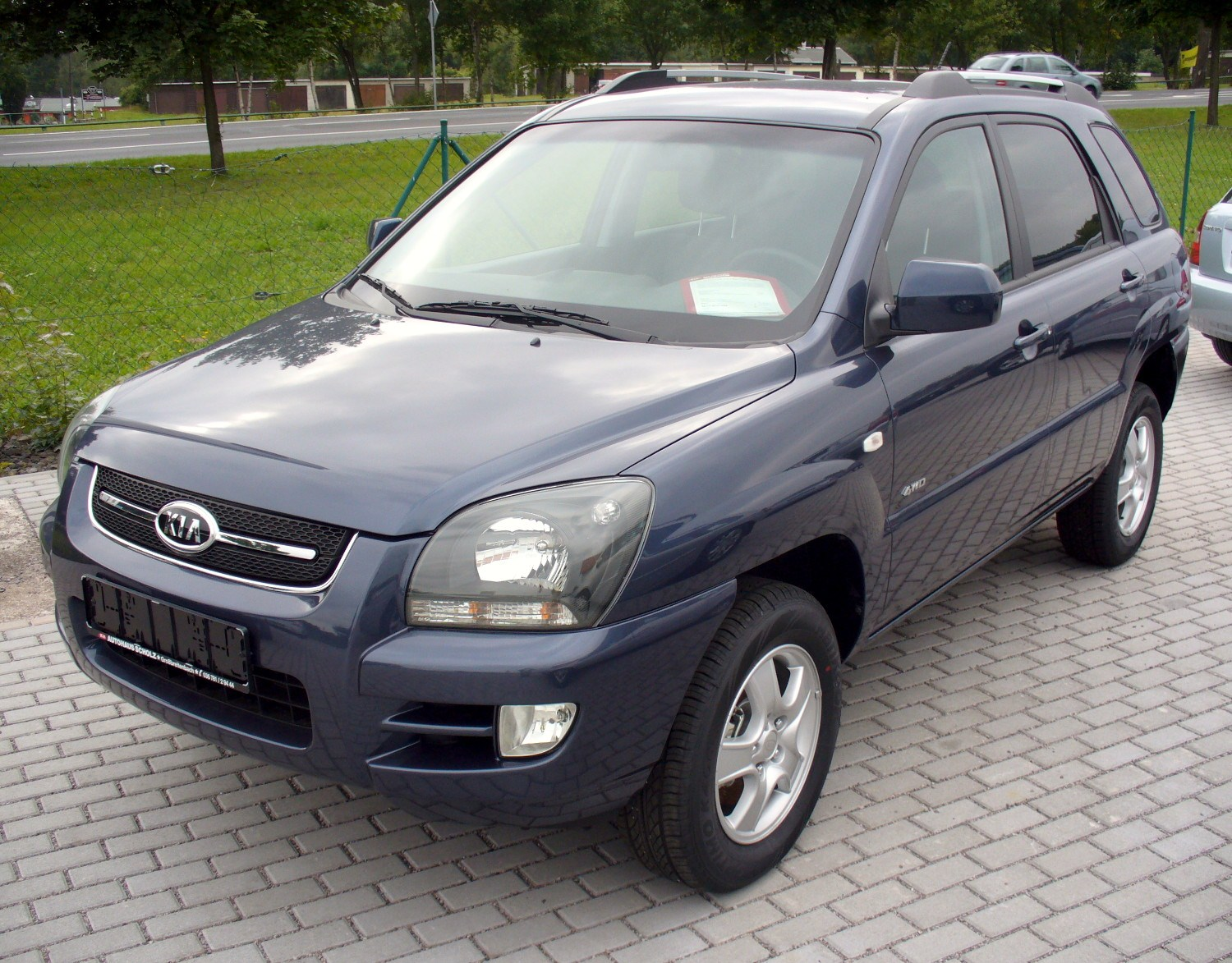
Kia Sportage II 2007 bis 2010
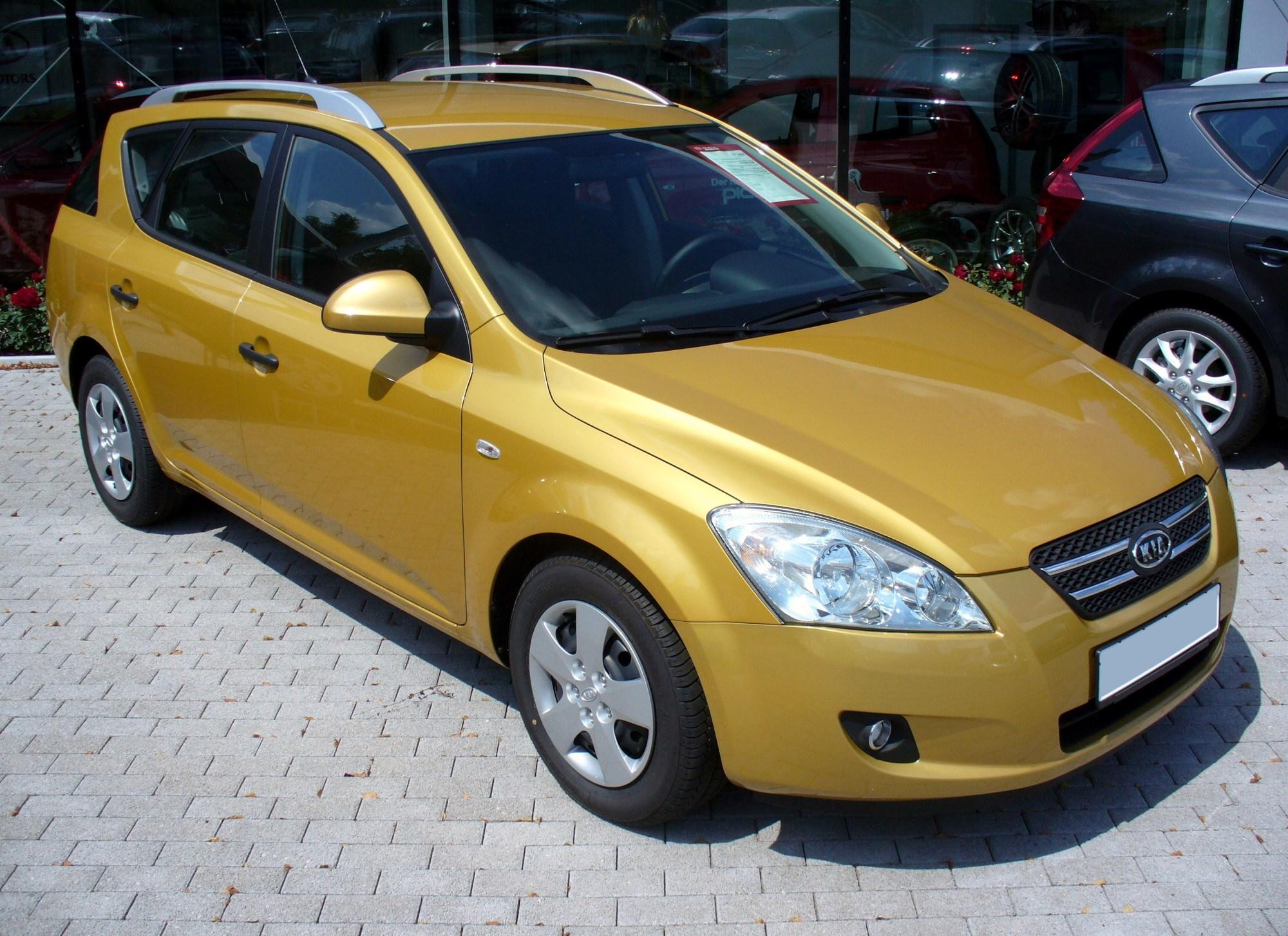
Kia cee'd_sw I 2007 bis 2012
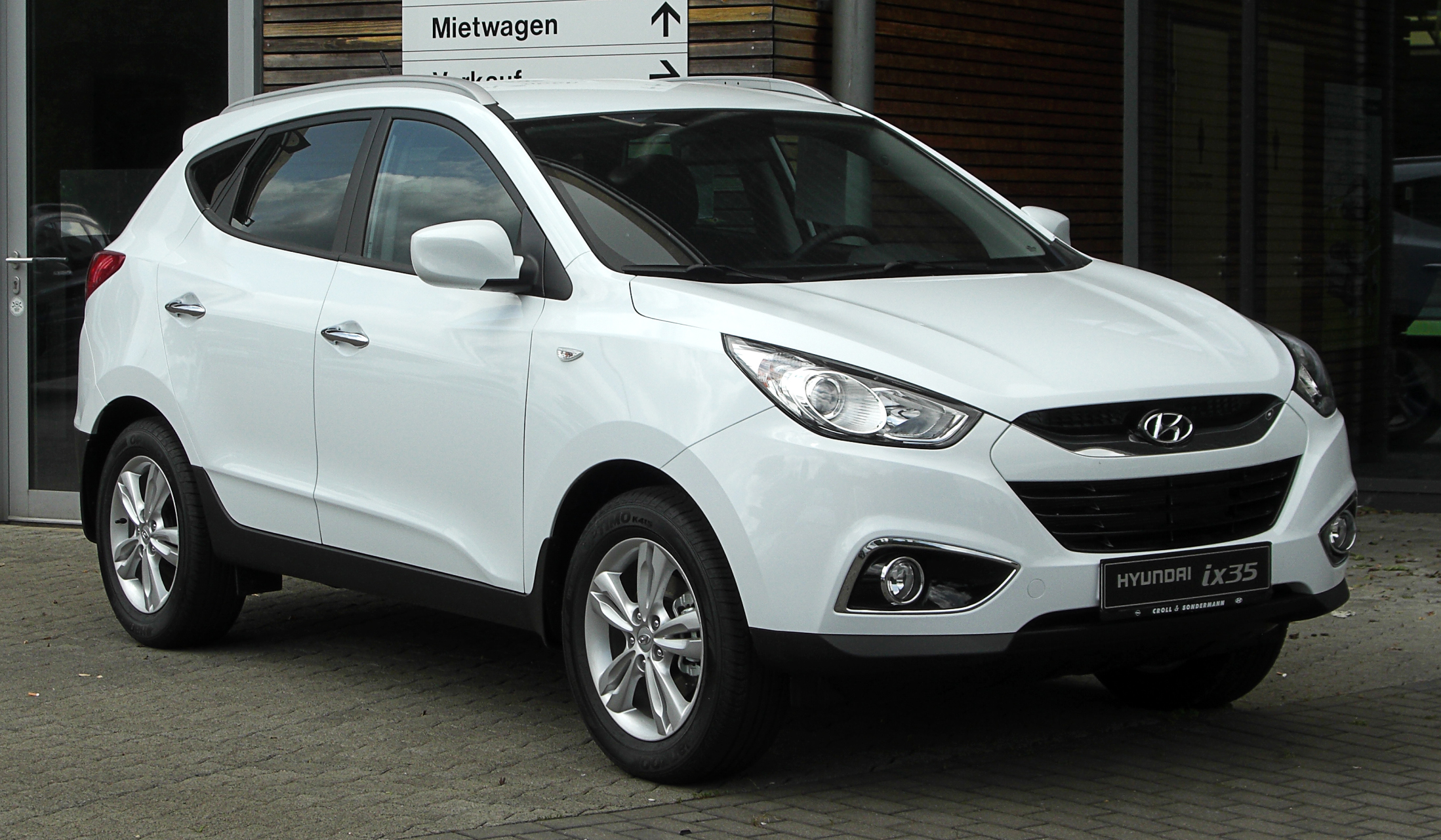
Hyundai ix35 2010 bis 2011
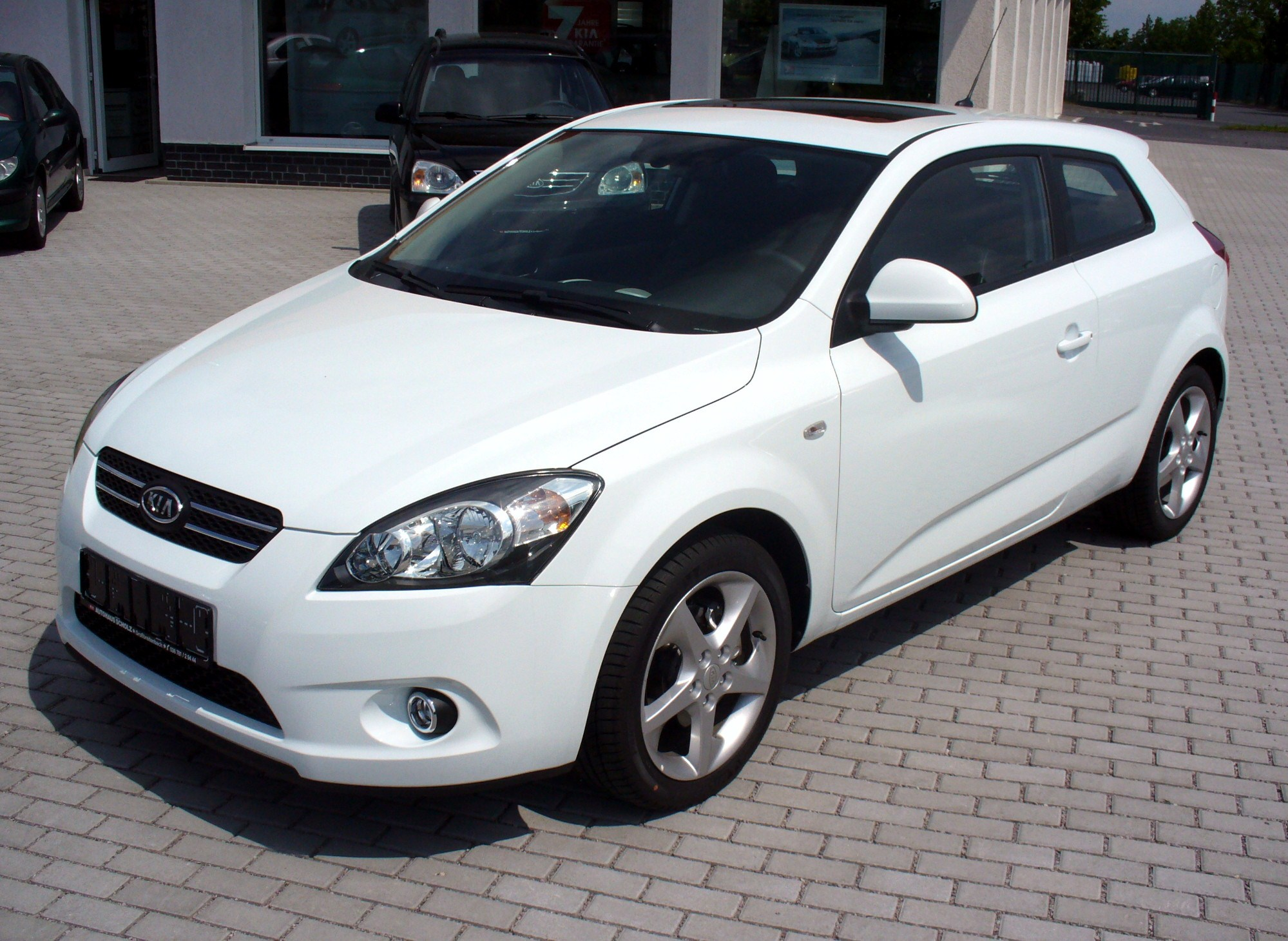
Kia pro_cee'd I 2007 bis 2012
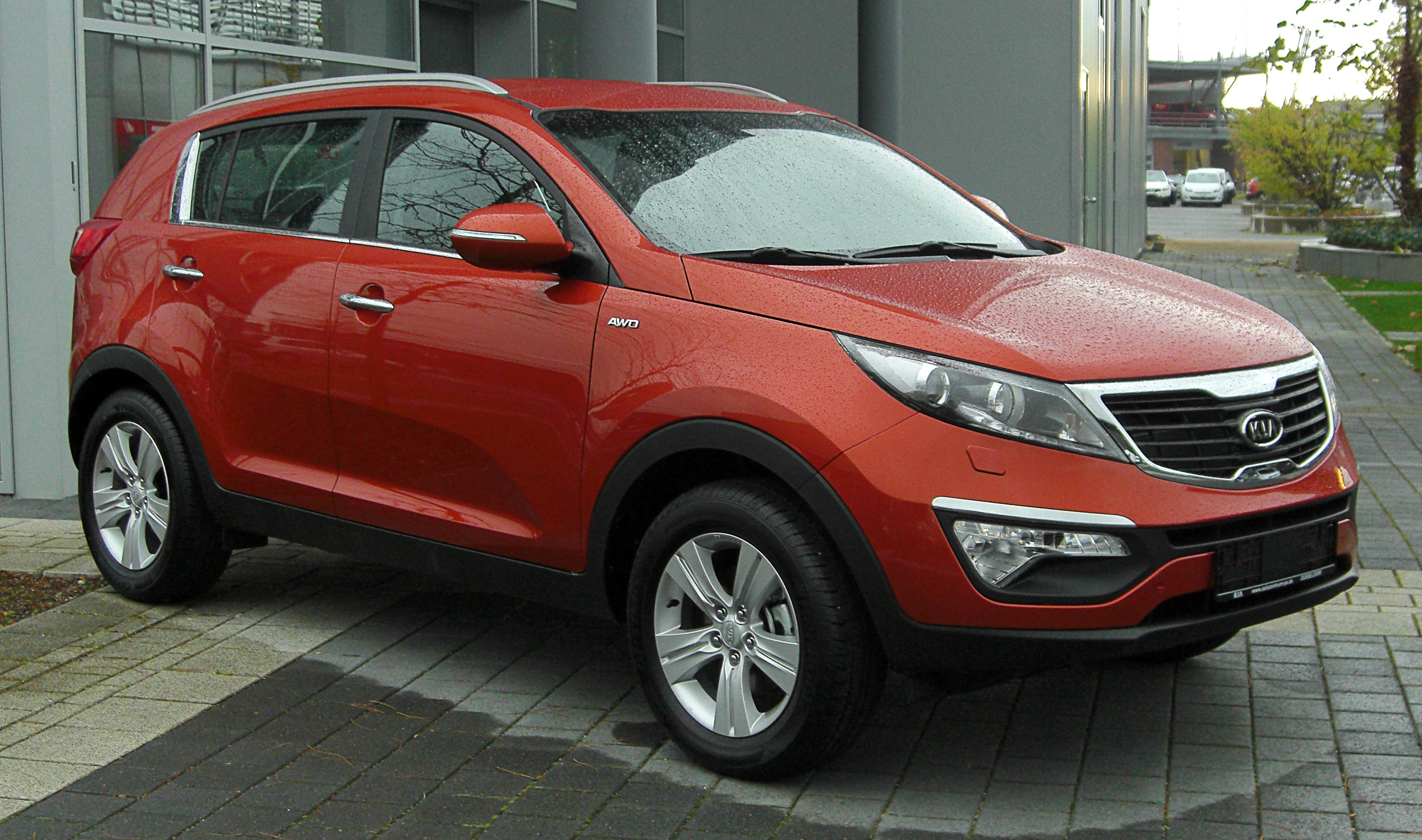
Kia Sportage III 2010 bis 2016
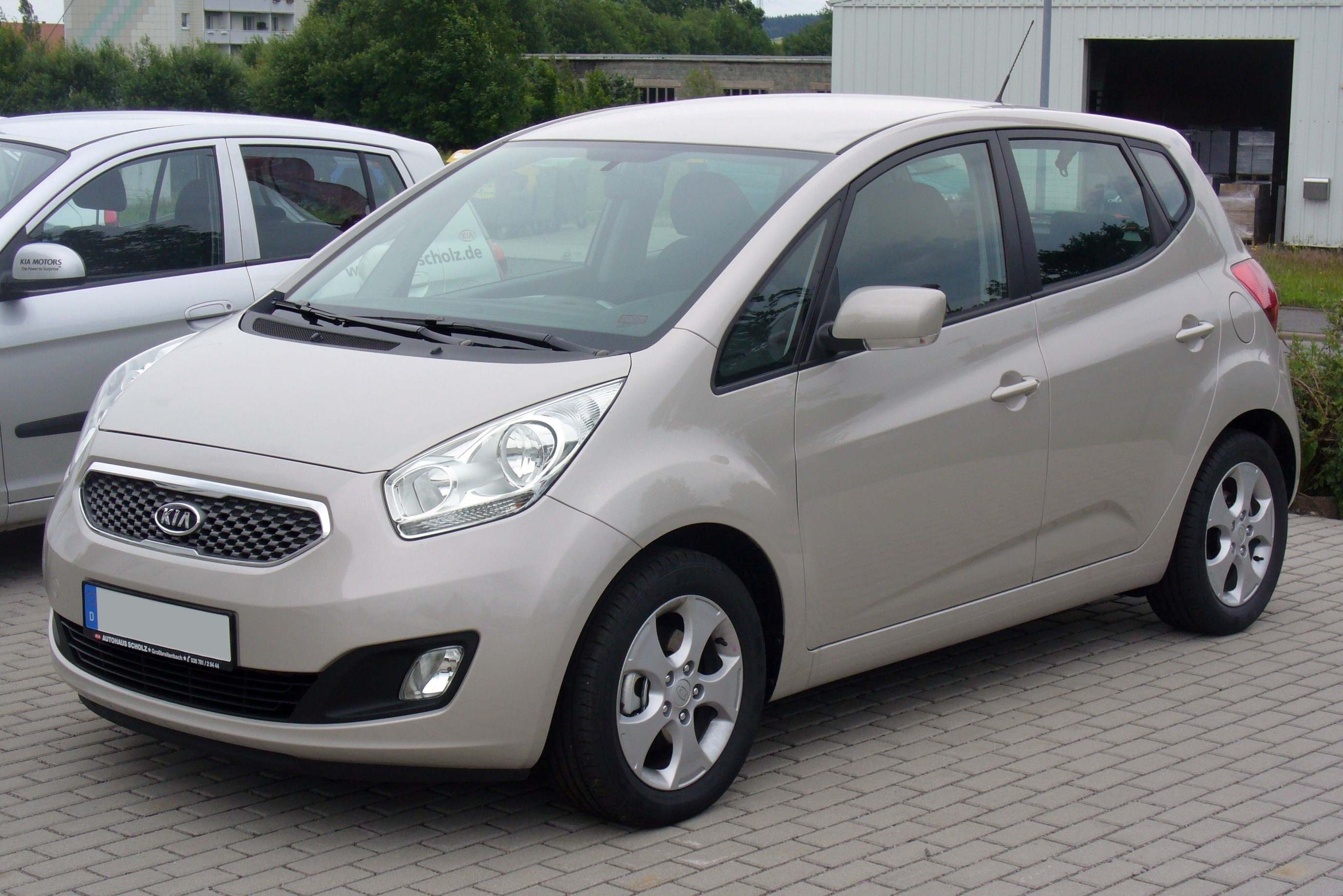
Kia Venga 2011 bis 2019
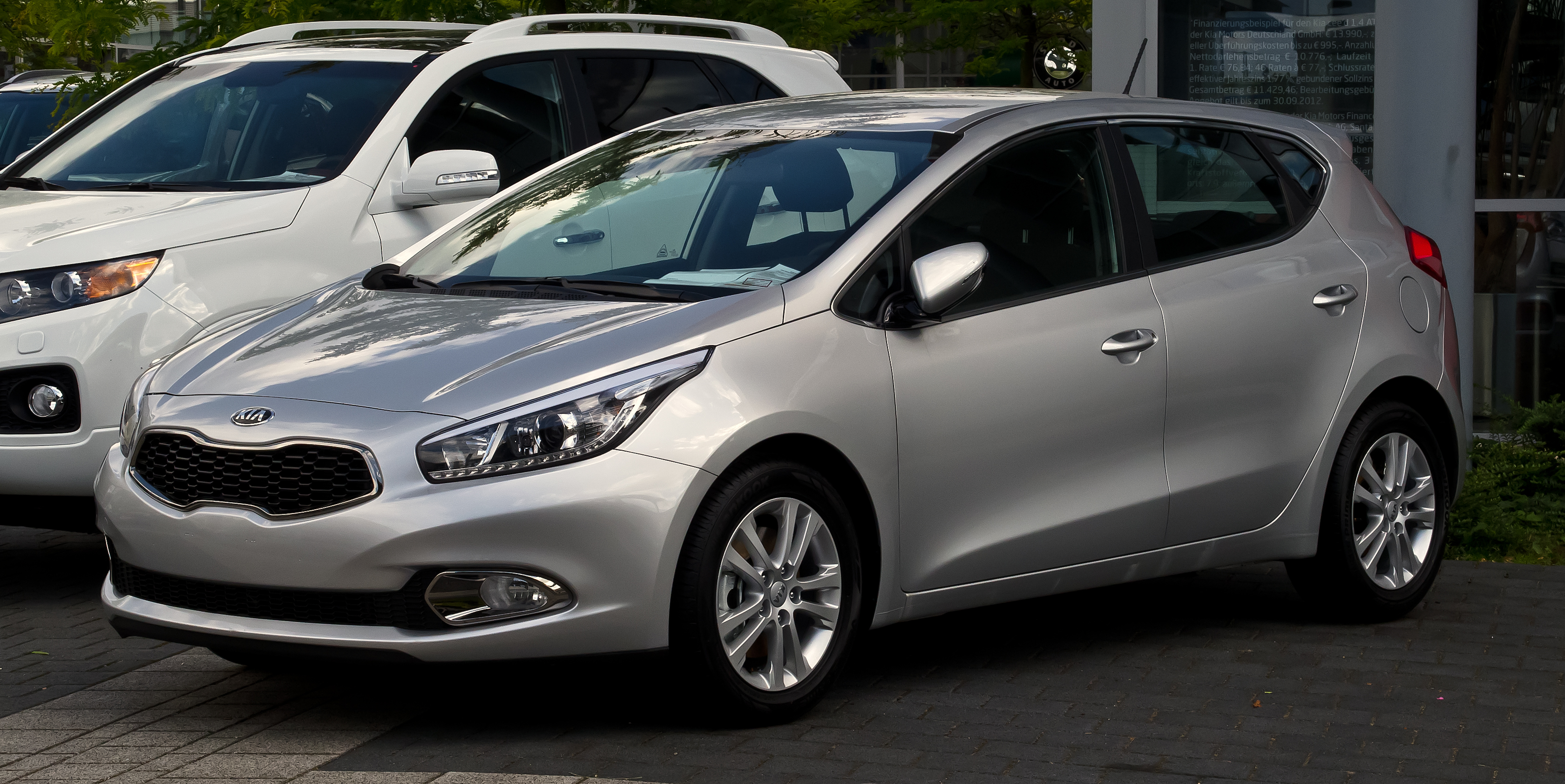
Kia cee'd II 2012 bis 2018
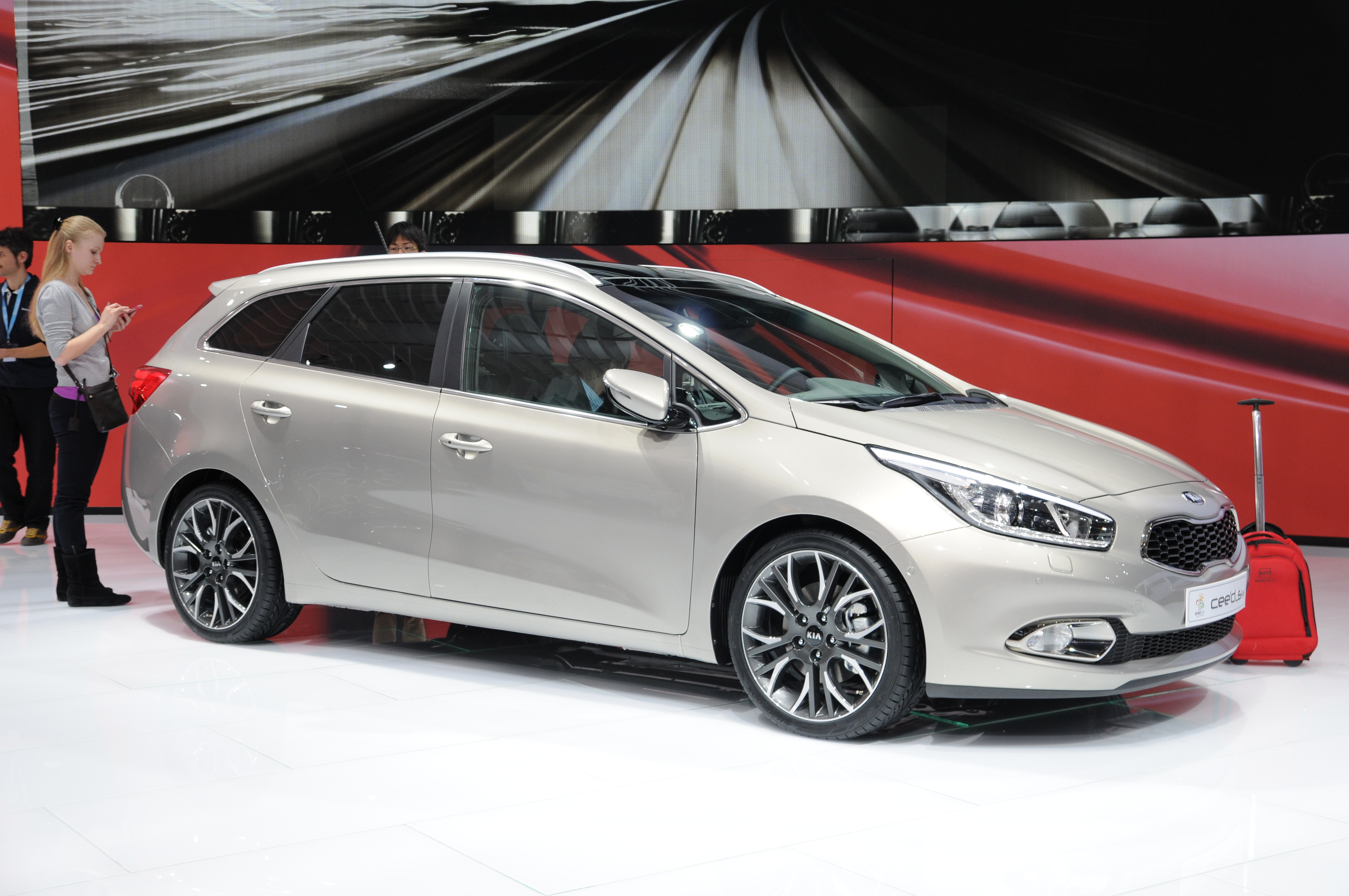
Kia cee'd_sw II 2012 bis 2018
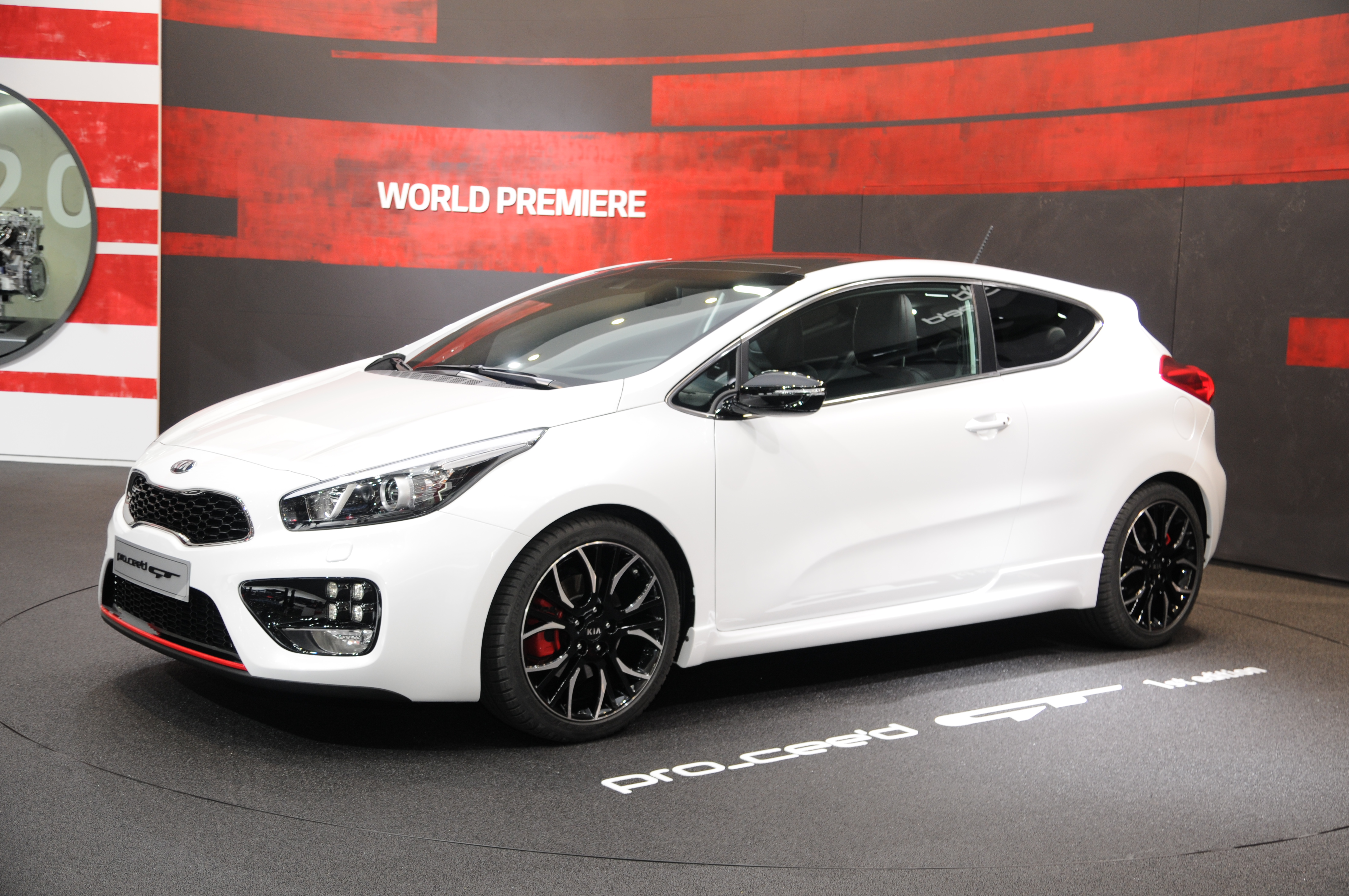
Kia pro_cee'd II 2012 bis 2018
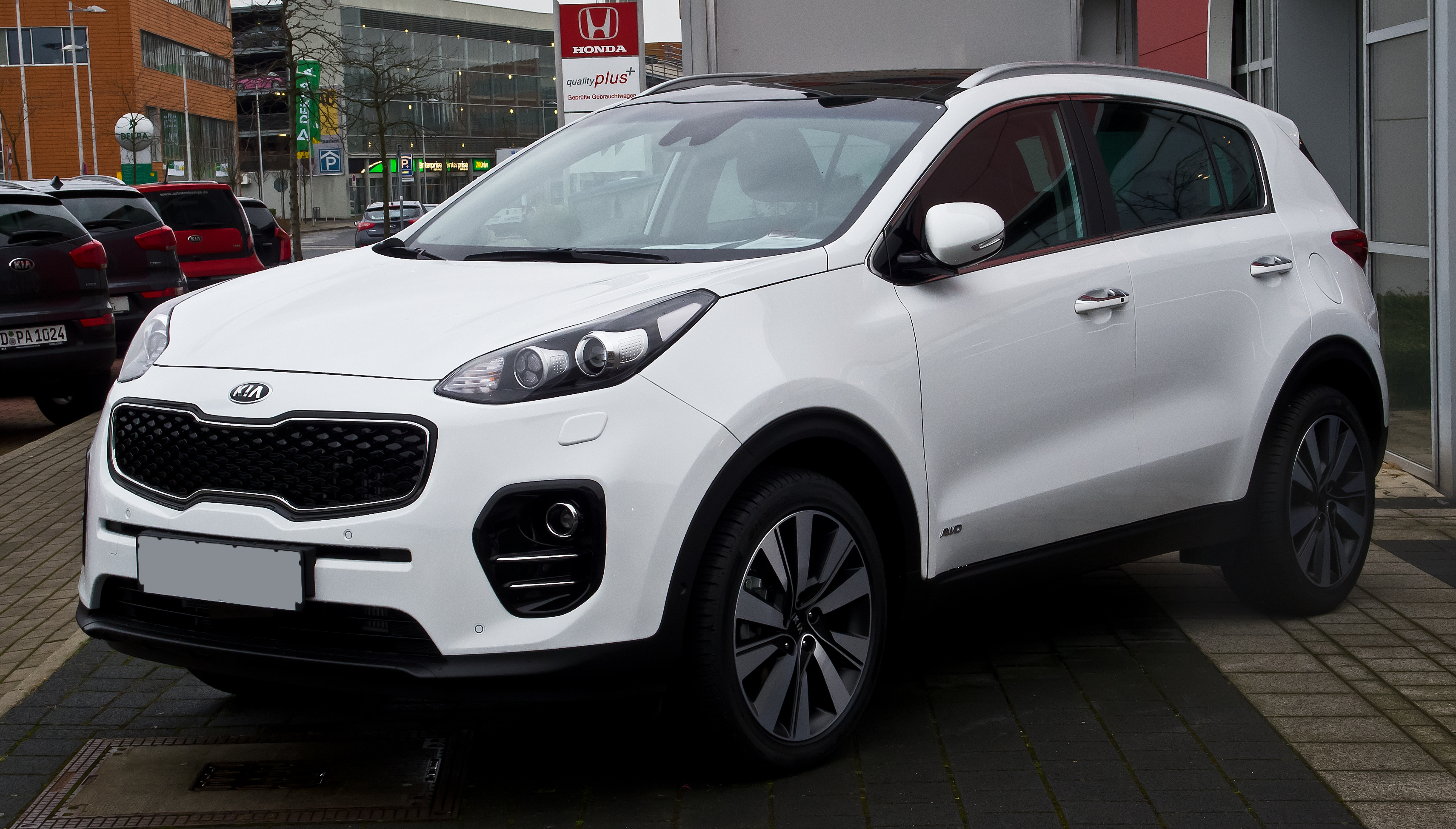
Kia Sportage IV 2016 bis 2021
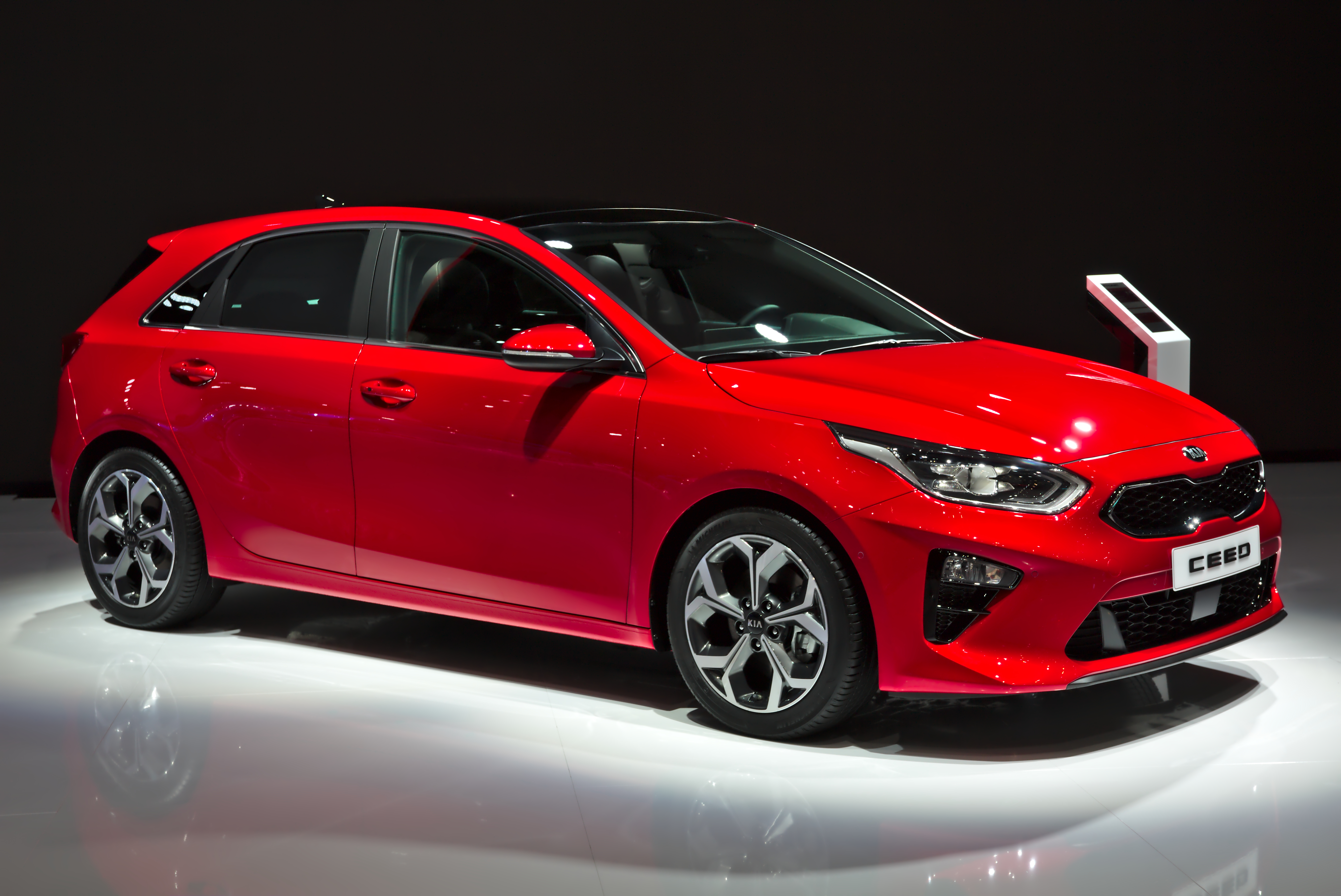
Kia Ceed III seit 2018
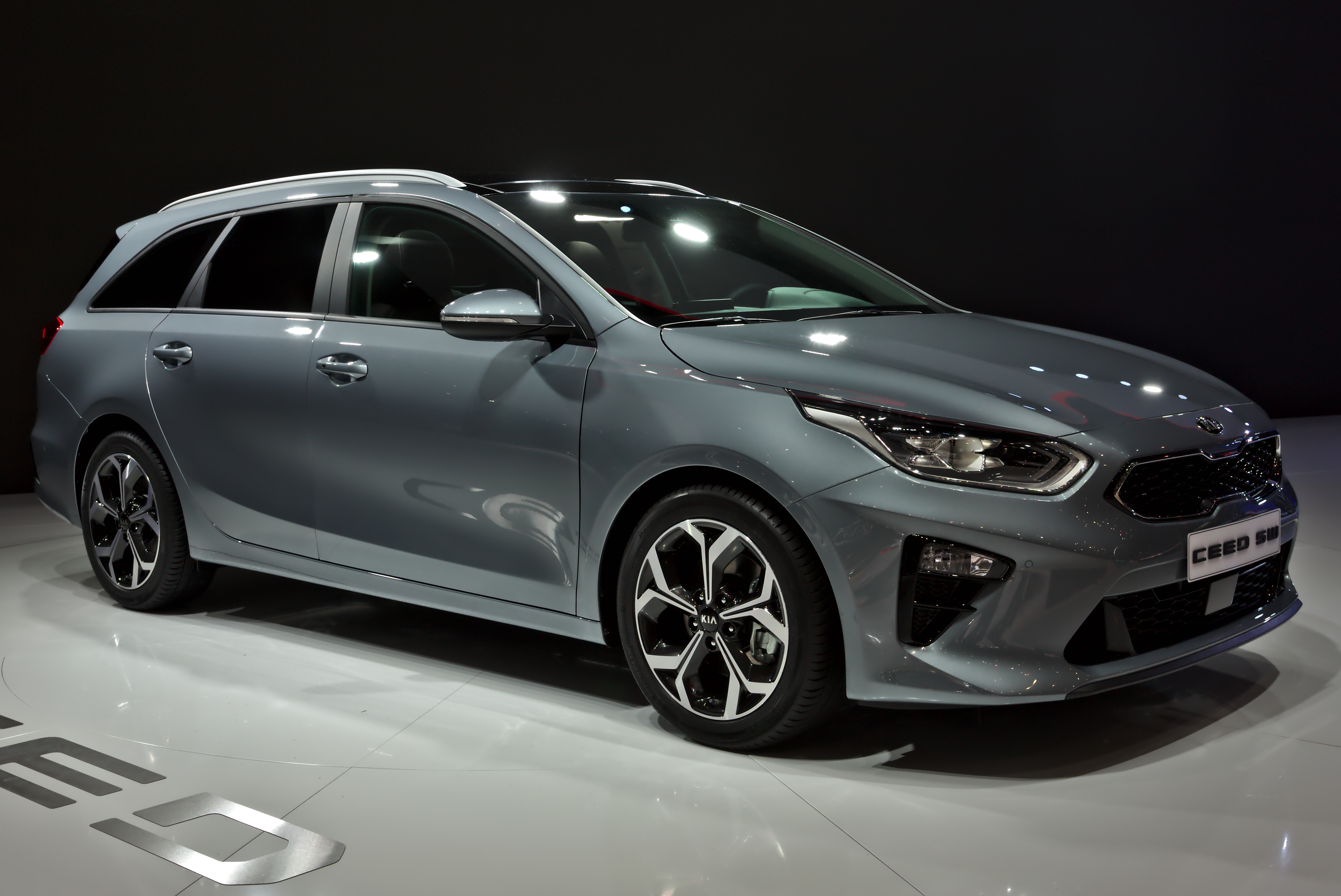
Kia Ceed SW III seit 2018
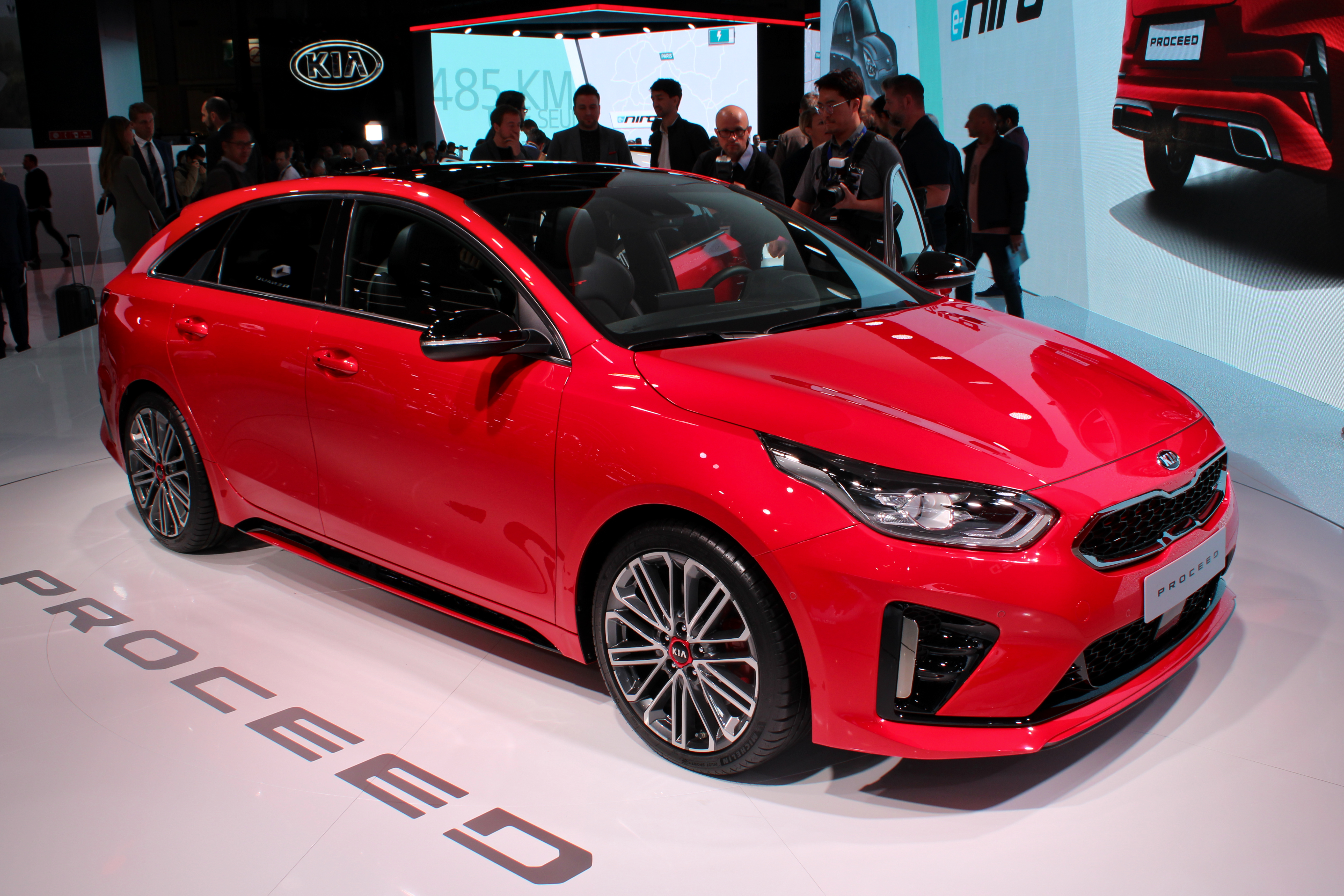
Kia Proceed III seit 2018
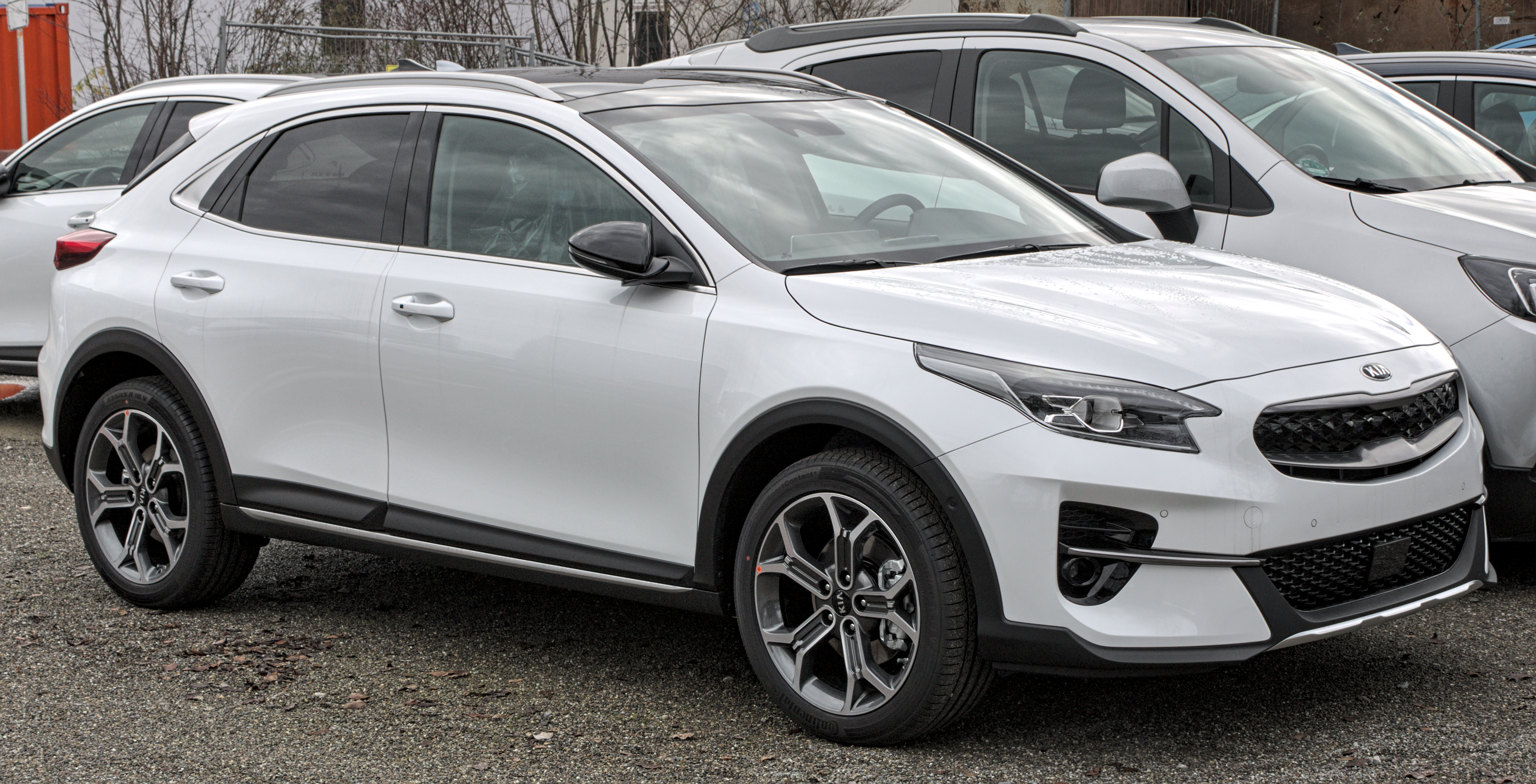
Kia XCeed seit 2019
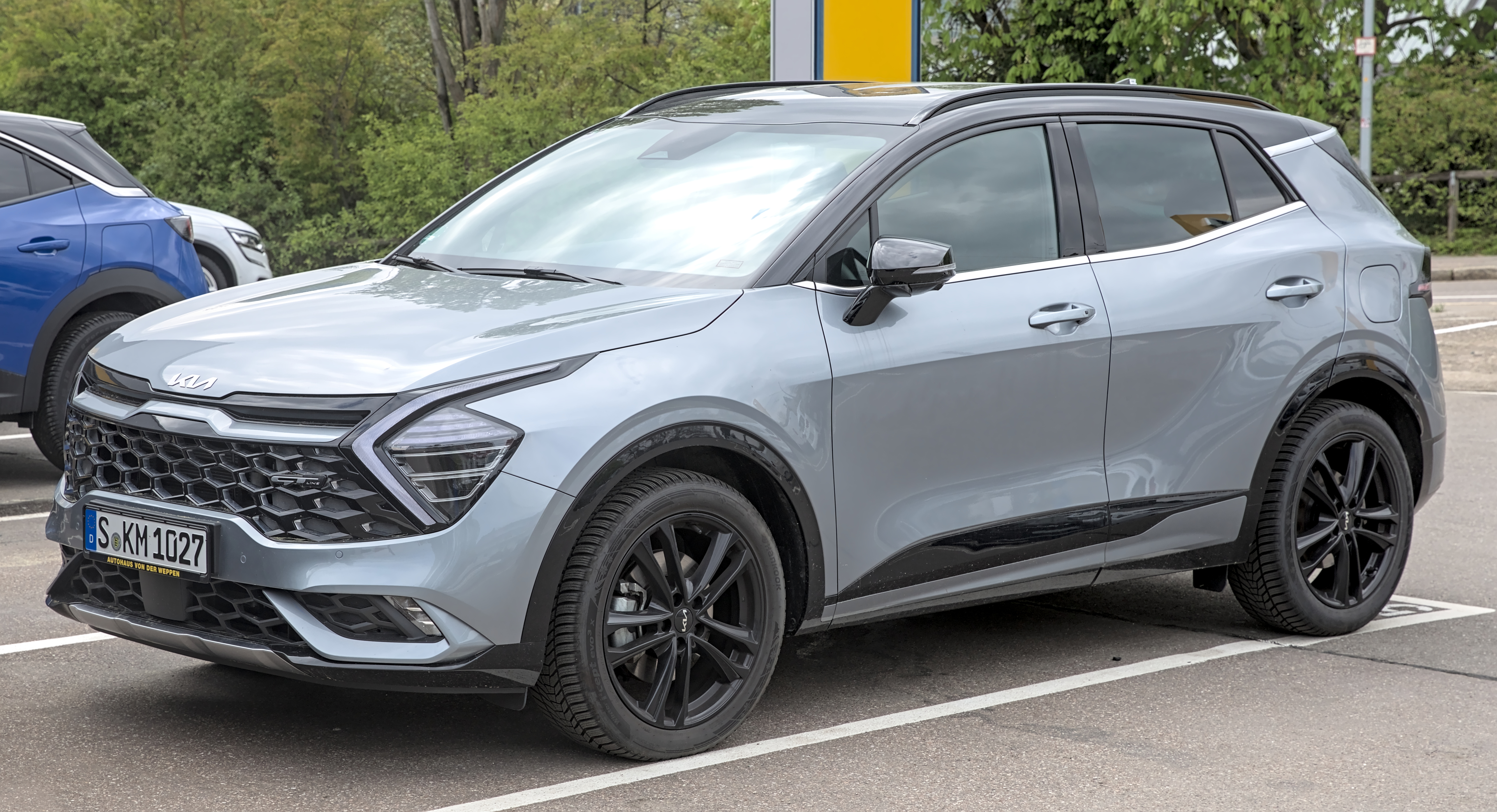
Kia Sportage V seit 2021

## Zertifikationen
- ISO 14001:2005 (November 2007, Det Norske Veritas)
- ISO 9001:2008 (November 2008)